# Narodni park Simien
Narodni park Simien je največji narodni park v Etiopiji. Je v območju severnega Gondarja v regiji Amhara, njegovo ozemlje pokriva najvišje dele Simiensko gorovje in vključuje Ras Dašen, najvišji vrh v Etiopiji.
Tu živijo številne ogrožene vrste, kot sta etiopski volk in etiopski kozorog, divja koza, ki je ni nikjer drugje na svetu. V Simienskem gorovju se pojavljata tudi pavijan dželada in mačka karakal. V parku živi več kot 50 vrst ptic, med njimi brkati ser s 3-metrskim razponom kril.
Park prečka neasfaltirana cesta, ki poteka od Debarka, kjer je upravni sedež parka, proti vzhodu skozi številne vasi do 4430 metrov prelaza Buahit, kjer cesta zavije proti jugu in se konča pri Mekane Berhan, 10 kilometrov za mejo parka.

## Zgodovina
Park je bil ustanovljen leta 1969, ustanovil ga je Clive Nicol, ki je o svojih izkušnjah pisal v knjigi From the Roof of Africa (1971, ISBN 0 340 14755 5).
Regija Simien je bila poseljena in obdelana že vsaj 2000 let. Na začetku je erozija začela razkrivati, da se je čiščenje začelo na položnem pobočju visokogorske doline, kasneje pa se je razširilo na strmo pobočje.
Narodni park je bil eno prvih območij, ki ga je UNESCO leta 1978 uvrstil na seznam svetovne dediščine zaradi svoje izjemne biotske raznovrstnosti in spektakularne pokrajine. Zaradi resnega upada populacije nekaterih značilnih avtohtonih vrst je bil leta 1996 dodan na seznam ogrožene svetovne dediščine. S stabilizacijo populacij teh vrst je bil ta seznam leta 2017 odstranjen.

## Geografija
Narodni park gorovja Simien leži na zahodni strani gorovja in je 120 kilometrov oddaljen od province Gondar Begemder v severozahodnem delu Etiopije. Je v masivu Simien, ki se dviga nad severnim Etiopskim višavjem. Višavja so nastala zaradi vulkanskih poplavnih bazaltov iz obdobja paleogena pred približno 30 milijoni let. Sam masiv je ostanek velikega ščitnega vulkana. V milijonih let so zaradi močne erozije etiopske planote nastali nazobčani gorski vrhovi, globoke doline in 1500 metrov visoke strme pečine, ki ustvarjajo nekaj najbolj spektakularnih pokrajin na svetu.
Območje Simien je bogato s perforiranim bazaltom in služi kot idealno porečje. Vodo ohranja reka Majšaša, ki teče skozi narodni park od severa proti jugu. Zaradi tega je park bogat z divjimi živalmi in rastlinami.

## Rastlinstvo
Vegetacija je mešana z afriškimi alpskimi gozdovi, pragozdovi in alpskim rastlinjem. Visokogorska območja so gorske savane in resave (Erica arborea), orjaška lobelija (Lobelia telekii), jeglič (Primula verticillata), laški milj (Helichrysum spp.), plahtica (alchemilla) in mah (mahovi, Grimmiaceae). Lišaji prekrivajo drevesa alpskega območja. Vegetacija po celotnem parku je razdeljena na tri dele, montanski gozd (1900–3000 m), pas ericaceous ali subafroalpski (2700–3700 m) in afroalpski (3700–5433 m). Znotraj gorskega gozda rastejo brin (Juniperous procera), afriška sekvoja (Hagenia abyssinica), oljka (Olea africana), Smokvovec (Ficus spp) in Syzygium guineense. Obstaja tudi veliko različnih vrst grmov, vključno Solanum sessilistellatum, abesinsko vrtnico (Rosa abyssinica) in koprivo (Urtica). Po grebenih in kanjonih so posejani travniki, gozdovi in grmičevje. Nekoč so gozdovi s šentjanževko (Hypericum spp.) rasli od 3000 m do 3800 m nadmorske višine, zdaj pa ga skoraj ni več. Točno število ni znano.

## Živalstvo
Park je naseljen s skupno 21 vrstami velikih sesalcev, ki živijo znotraj meja parka, kot so dželada (Theropithecus gelada), etiopski volk (Canis simensis), bajza (Capra walie) in Tragelaphus scriptus meneliki. Prebivalci na severnem pobočju masiva so večinoma avtohtoni v Simienskem gorovju, večina pa jih najdemo v parku. Etiopski volk, dželada, etiopski kozorog so sesalci, endemični za Etiopsko višavje. Drugi redki sesalci so grivasti pavijan, navadna gvereza, leopard, karakal, serval, divja mačka, lisasta hijena, evrazijski šakal in savanski pavijan. Obstajajo tudi majhne rastlinojede živali, ki živijo na pobočjih, kot so pečinolazec, navadna antilopa in antilopa Oreotragus oreotragus.
V ekspediciji leta 2015 je bilo zabeleženih 11 vrst glodavcev in dve vrsti rovk, ki so vse endemične za Etiopsko planoto, 7 pa jih je bilo opaženih samo v gorovju Simien. Med njimi sta Arvicanthis abyssinicus in Crocidura baileyi. Morda je bila ugotovljena tudi morebitna nova vrsta rovke v rodu Crocidura.
Park je dom 400 vrstam vrst ptic, ki so uspevale po vsej gorski ekoregiji, vključno z abesinsko žolno, bradatim serom, orlom, Rüppellovim jastrebom, Verreauxovim orlom, zaljubljeno ptico, etiopsko oriolo ( Oriolus monacha), postovko, južni sokol, avgurska kanja in debelokljuni krokar.

## Ohranjanje
Narodni park Simien je bil ustanovljen leta 1969 in je zaščiten v skladu z Zakonom o nacionalnih rezervatih. Uprava učinkovito varuje reprezentativne vrste parkov in tesno sodeluje z lokalnimi prebivalci, da zmanjša pritisk na vire parkov s širjenjem obdelovalnih površin, prelovom živine in presežkom naravnih virov.
Potrebna je zadostna finančna podpora za upravljanje parka in alternativni razvoj preživetja lokalnih prebivalcev. Treba je pripraviti, izvesti, pregledati in spremljati načrt upravljanja, revidirati in razširiti meje parka ter polno sodelovati lokalnim prebivalcem. Lokalno sodelovanje je še posebej pomembno za preprečevanje trajnostne rabe virov narodnih parkov in za razvoj trajnostnega preživetja. Ustrezna finančna podpora za preselitev prebivalcev na območju dediščine in uvedba učinkovitega upravljanja z živinorejo sta bistveni za zmanjšanje hudega stresa na divje živali.
Da bi ohranili odlične univerzalne vrednote, so potrebni programi okoljskega izobraževanja in usposabljanja prebivalcev, ki živijo v dediščini in zunaj nje, ter pridobiti sodelovanje in podporo lokalnih prebivalcev pri upravljanju dediščine.

## Polemika
Ponovna naselitev prebivalcev je bila kritizirana kot primer zelenega kolonializma, pri čemer prakse lokalnih prebivalcev nadomesti ekoturistična ekonomija.

## Galerija
- Simiensko gorovje
- Tragelaphus sylvaticus
- Dželada
- Etiopski volk
- Lobelia rhynchopetalum
- Roparski orel
- Debelokljuni krokar (Corvus crassirostris)
- Klif v narodnem parku